# Édouard Thouvenel
Pour les articles homonymes, voir Thouvenel.
Édouard Antoine Thouvenel est un diplomate et homme politique français, né le 11 novembre 1818 à Verdun (Meuse), et, mort le 18 octobre 1866 dans le 6e arrondissement de Paris.

## Biographie

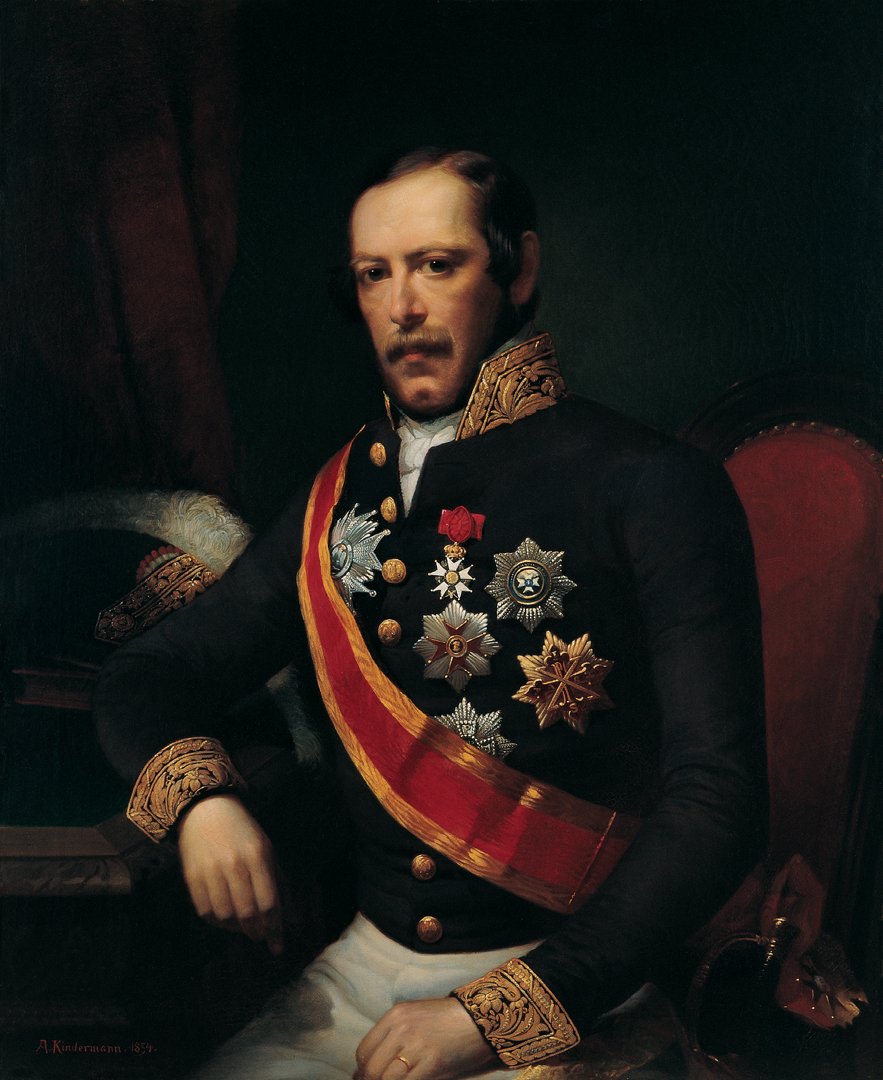
Portrait de Thouvenel en grande tenue.

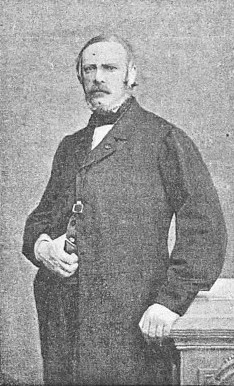
Portrait de Thouvenel par Marck.

Il est le fils de Louis Thouvenel, artilleur du régiment de Valence, et de Rose-Adèle Houzelle, son épouse, fille d'un drapier de Verdun.
Il s'est marié à Marie-Françoise Saget; la cousine de celle-ci Marie-Caroline Drummond de Melfort a relaté le voyage et le séjour à Constantinople, qu'elles ont fait ensemble.
Attaché d'ambassade en Belgique, il devient en 1848 chargé d'affaires à Athènes, puis ministre plénipotentiaire à Munich.
Après le Coup d'État du 2 décembre 1851, il fut appelé à la direction des affaires politiques au ministère des Affaires étrangères puis nommé ambassadeur à Constantinople (1855). Imprégné par l'idée de la supériorité de l'Occident chrétien, il écrit à Napoléon III : « L’Orient est un ramassis de détritus de races et de nationalités dont aucune n’est digne de notre respect ».
Sénateur du Second Empire (1856), il fut nommé ministre des Affaires étrangères (24 janvier 1860) par Napoléon III. Il est décoré de la Grand-croix de la Légion d'honneur le 14 juin 1860 par l'empereur. Son ministère fut marqué par l'annexion de Nice et de la Savoie, où il a joué un rôle déterminant, et aussi par l'expédition de Syrie et la guerre civile américaine (La France et la guerre de Sécession).
Le 15 octobre 1862, il démissionne pour ne plus prendre part à la politique italienne de Napoléon III, qui accepte que les deux tiers des États pontificaux soient annexés par le royaume d'Italie en formation. Il est remplacé par Édouard Drouyn de Lhuys comme ministre des affaires étrangères et succède à ce dernier comme président du conseil d'administration de la Compagnie des chemins de fer de l'Est. Il préside également, en 1864, la commission d'arbitrage instituée à propos du canal de Suez.
Nommé grand référendaire du Sénat en 1865, il meurt en 1866 à l'âge de 47 ans emporté par une maladie du cœur qui l'affaiblissait depuis longtemps.

## Décorations
- Grand Croix de la Légion d'honneur,
- Ordre de Saint-Grégoire-le-Grand,
- Ordre sacré et militaire constantinien de Saint-Georges.